# Cryptocarya globosa
Cryptocarya globosa är en lagerväxtart som beskrevs av C. K. Allen. Cryptocarya globosa ingår i släktet Cryptocarya och familjen lagerväxter. Inga underarter finns listade i Catalogue of Life.